# Manuel II du Kongo
Manuel II du Kongo (D. Emmanuel II en portugais), né vers 1680 et mort le 21 avril 1743 à Mbanza-Kongo, fut le roi du royaume du Kongo de février 1718 au 21 avril 1743, et le deuxième souverain depuis la réunification en 1709. Membre de la Maison royale de Kimpanzu, il est élu roi en 1718, après la mort du roi Pierre IV, par le Conseil royal. Il se maintient au pouvoir pendant 25 ans, jusqu'à sa mort en 1743.

## Biographie
Manuel Pedro Nimi Makasa, né en 1680, appartient à la famille royale de Kimpanzu.
Manuel est également le demi-frère utérin du duc Pedro Constantino da Silva et de Dom Alexio Afonso duc de Mbamba, mais aussi le neveu de la reine Ana Afonso de Leão et le cousin du roi Manuel Ier. En 1709 Il  se rallie au roi Pierre IV du Kongo, de la maison d'Agua Rosada, qui lui donne une de ses filles comme épouse il obtient par cette union le titre de « Prince du Kongo ». À la mort de son beau-père en 1718, il est élu par le Conseil royal, parmi les membres des trois familles royales du Kongo (Agua Rosada, Kimpanzu, Kinlaza), roi du Kongo sous le nom de Manuel II. Le missionnaire portugais Estevão Botelho da Silva qui avait présidé les obsèques de son prédécesseur procède à son couronnement,
Une guerre éclate dans la décennie 1730 en Mbamba, mais l'ordre est restaurée juste avant 1734 grâce à l'intervention des troupes royales Vers la fin de sa vie, il tente d'imposer son propre fils, Dom Nicolas, comme son successeur. Mais à sa mort, le Conseil royal, conformément à l'accord signé entre les trois familles régnantes, élit Dom Garcia de Kinlaza le 27 juillet 1743.